# Démographie de Taïwan
La population taïwanaise était estimée à 23 571 408 habitants en 2018, faisant de Taïwan le quatorzième pays le plus densément peuplé (650,3 h/km2 en 2016).
Elle est composée de 98 % de chinois Han et de 2 % d'Aborigènes ; 26 % de la population Han de l'île aurait des ancêtres aborigènes.
La natalité de Taïwan est en diminution, le taux de fécondité était tombé à 0,9 enfant par femme en 2011, en 2017 il reste l'un des plus bas du monde à 1,13.
La population de Taïwan est en décroissance démographique depuis 2020.

## Évolution de la population
Lorsque les Hollandais s’installent à Taïwan en 1624, l’île est majoritairement peuplée d’Aborigènes, mais il y a déjà des Chinois Han dont certains sont mariés à des Aborigènes. Les Hollandais font eux-mêmes venir des Chinois du continent pour travailler la terre.
En 1661, après la chute des Ming, Koxinga se réfugie à Taïwan avec environ 30 000 soldats et en chasse les Hollandais. Malgré l’interdiction de traverser le détroit décrétée par le gouvernement Qing pour éviter de nourrir sur l'île un foyer de sédition, la migration vers Taïwan continue : la population chinoise est estimé à 120 000 personnes à cette époque. 
Par la suite, le gouvernement Qing autorise de nouveau l’émigration vers Taïwan et on estime la population chinoise sur l'île à près de 2 millions en 1810, et à près de 3 millions en 1860. Lors du recensement fait par les Japonais en 1906, on compte 3,12 millions de personnes, dont 113 163 Aborigènes, soit 3,58 % de la population. Durant l'occupation japonaise, la population double. À l'arrivée des réfugiés continentaux en 1950 après la défaite des nationalistes face aux communistes, Taïwan compte environ 6,5 millions de personnes. À partir de ce moment, la population va croître rapidement du fait de la migration des continentaux (2 millions de personnes) et d'un taux de fécondité élevé. En 1979, on compte 17 millions d'habitants dont 150 000 aborigènes. La population taïwanaise est estimée à 23 571 408 d'habitants en 2018.

## Natalité
En 2002, le taux de fécondité à Taïwan était de 1,3 enfant par femme. 20 ans plus tard, en 2022, ce taux est descendu à 0,87 enfant par femme. En 2023, la baisse a continué pour atteindre un taux de 0,865.
Le nombre de naissances a également diminué de manière drastique au cours des 20 dernières années pour passer de 248 000 naissances en 2002 à 136 000 en 2022.

## Distribution démographique
Les Taïwanais se concentrent principalement sur l'étroit cordon littoral de la côte ouest, le tiers de la population dans le bassin de Taipei.
|  |  |

## Les différents groupes ethniques
La population de Taïwan est composée de 98 % de Chinois Han et de 2 % d'Aborigènes. Les Chinois Han sont eux-mêmes souvent divisés en 84 % de « Taïwanais de souche », c'est-à-dire les Chinois Han qui étaient présents lors de la colonisation japonaise (composé de 70 % de Hokkiens et de 30 % Hakkas) et de 15 % de Chinois Han venu du continent après la défaite des nationalistes face aux communistes.

### Aborigènes
Les premiers habitants se seraient installés, il y a environ 6 000 ans.
Les 14 groupes sont : les Amis, les Atayal, les Bunun, Les Kavalan, les Paiwan, les Puyuma, les Rukai, les Saisiyat, les Sakizaya, les Da'o (Yami), les Thao, les Truku, les Tsou et les Seedeq.
Ils représentent environ 2 % de la population de Taïwan : d’après le Council of Indeginous peoples, il y avait 464 272 aborigènes fin novembre 2005, dont 231 713 hommes (49,9 %) et 232 559 femmes (50,1 %).
Aborigènes de Taïwan par groupe ethnique  :
| Amis    | Atayal | Bunun  | Da'o  | Kavalan | Paiwan | Puyuma | Rukai  | Saisiat | Truku  | Thao | Tsou  |
| ------- | ------ | ------ | ----- | ------- | ------ | ------ | ------ | ------- | ------ | ---- | ----- |
| 166 769 | 79 024 | 47 585 | 2 977 | 1 023   | 81 123 | 10 441 | 11 123 | 5 402   | 22 266 | 602  | 6 335 |

### Chinois Hans
Environ 84 % des habitants chinois de l'île sont les lointains descendants d’immigrés de Chine continentale, venus surtout de la province du Fujian à la fin du XVIIe siècle lorsque l'île devint une terre d'immigration importante pour les paysans des régions côtières du sud. La majorité (70 %) sont des Hoklo, locuteurs de dialectes minnan, 30 % des Hakka.
14 % sont venus s'installer sur l'île après la Seconde Guerre mondiale, suivant le gouvernement nationaliste chassé par les communistes. Ils sont originaires de toutes les provinces et régions autonomes de Chine continentale. Ce furent les premiers locuteurs mandarins de l'île, langue qu'ils pratiquaient seule ou en plus du dialecte de leur région d'origine.
Les trois principales langues parlées sur l'île sont le minnan (langue maternelle de 68,2 % de la population), le hakka (langue maternelle de 11,2 % de la population) et le mandarin, langue officielle parlée en 2007 par la quasi-totalité des habitants et langue maternelle (souvent en association avec un autre dialecte) d'une forte proportion de la population.

### Conjoints étrangers

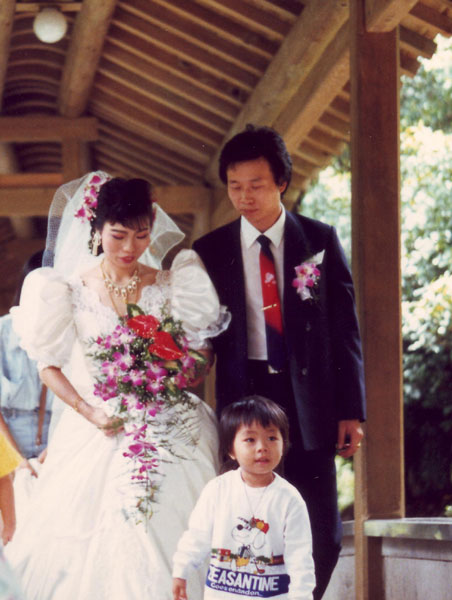
Un mariage à Taïwan

Le terme de « conjoint étranger » (外籍配偶 wàijí pèioǔ) désigne principalement à Taïwan les épouses originaires de Chine continentale ou d’Asie du Sud-Est (en majorité vietnamiennes), familièrement appelées « épouses étrangères » (外籍新娘 wàijí xīnniáng). Elles constituent en effet plus de 70 % de l’ensemble des conjoints étrangers de Taïwanais. Il s’agit d’une composante de la population apparue assez récemment. Au cours des années 1980, les hommes des couches défavorisées et les ruraux ont éprouvé de plus en plus de difficulté à se marier, un nombre accru de femmes préférant vivre en salariées célibataires plutôt que d’assumer la tâche lourde et peu valorisée d’épouse, mère et belle-fille dans des foyers difficiles. Des réseaux se sont créés, mettant en contact des célibataires avec des femmes de milieu modeste en provenance tout d’abord d’Asie du Sud-Est, puis de Chine populaire. L’assouplissement des restrictions concernant la venue à Taïwan des citoyens de Chine populaire a aussi permis à d’anciens soldats des troupes nationalistes venus en 1950 et laissés pour compte de se marier sur le tard. Au début du XXIe siècle, le nombre des épouses étrangères était devenu suffisant pour que l’administration se préoccupe de leur situation : formation linguistique, difficultés scolaires des enfants, difficultés liées au niveau socio-économique bas, risque élevé de maltraitance.
Selon les statistiques du ministère de l’Intérieur le nombre des conjoints étrangers ou d’origine étrangère s'élevait à 384 000 en 2006, soit plus de 1,6 % de la population et dépassait celui des Aborigènes. Les conjoints asiatiques, qui constituent l’immense majorité de l’ensemble, viennent en grande partie de Chine populaire (près de 65 %). Les autres nationalités sont vietnamienne (~24,5 %), indonésienne (~4 %), thaïlandaise (~3,5 %), philippine (~1,5 %).
Dix pour cent des 142 669 mariages célébrés en 2006 impliquaient un conjoint issu de Chine populaire et 7 % un conjoint issu d’un autre pays asiatique. Quarante pour cent de ces mariages ont eu lieu dans la zone urbaine du grand Taipei (ville et comté de Taipei, comté de Taoyuan), mais les régions où la proportion de mariages mixtes est la plus importante sont Jinmen (37,42 ％) et Mazu (34.67 ％) — en majorité mariages avec des Chinoises issues du Fujian proche — suivis du comté de Miaoli (20,19 ％). En 2007, le taux de fécondité des épouses étrangères est de 1,5 environ, un peu plus que le taux moyen de 1,21.